# Klaus Wintersperger
Klaus Wintersperger (* 19. Juni 1948 im Waldviertel; † 24. Januar 2020) war ein österreichischer Musiker, Journalist und Moderator.

## Karriere
Klaus Wintersperger ist ein studierter Musiker und als Journalist und Moderator tätig. Er war ORF-Mitarbeiter und bei Radio Burgenland, Ö1, Radio NÖ und Ö3 Radiomoderator. Er war in der ORF-Kindersendung Am dam des der „Kindergartenonkel“ sowie Chefredakteur bei der Sendung Vera von Vera Russwurm. Er interviewte z. B. die Filmlegenden Romy Schneider und Hollywoodstar Richard Burton.
Wintersperger war Vizepräsident der „Vereinigung der UNO-Korrespondenten in Wien“ (UNCAV).